# Astrodaucus
Astrodaucus là chi thực vật có hoa trong họ Apiaceae.